# National Board of Review
National Board of Review (NBR) este o organizație de producători de filme din New York care acordă anual pentru filmele selectate, premii. Organizația a luat ființă în anul 1909 ca acțiune de protest împotriva lui George McClennan, primarul orașului New York. Acesta a dispus cu un înainte retragerea licenței unor productători de film. Acțiune care a avut un efect de demoralizare asupra tinerilor producători și asupra populației. Protestul a fost inițiat de unii producători ca "Marcus Loew", protestul se baza pe constituția americană care asigura libertatea presei libertatea, de exprimare a părerilor și înterzicea cenzura. 

## Categorii de premiere
- NBR Freedom of Expression
- William K. Everson Film History Award
- Best Actor
- Best Actress
- Best Supporting Actor
- Best Supporting Actress
- Best Animated Feature
- Best Director
- Best Directorial Debut
- Best Film and Top Ten Films
- Best Documentary and Top Five Documentaries
- Best Foreign-Language Film and Top Five Foreign-Language Films
- Best Adapted Screenplay
- Best Original Screenplay
- Breakthrough Performance Actor
- Breakthrough Performance Actress
- Best Acting by an Ensemble
- Spotlight Award
- Career Achievement
- Billy Wilder for Excellence in Direction
- Special Filmmaking Achievement
- Career Achievements in Production: Cinematography, Music, FX
- Special Achievement in Producing

## Premiul Consiliului Național al Criticilor pentru cel mai bun film
- Sunt un evadat (1932)
- Topaze (1933)
- S-a întâmplat într-o noapte (1934)
- Trădătorul (1935)
- Extravagantul Mr. Deeds (1936)
- Night Must Fall (1937)
- Citadela (1938)
- Confesiunile unui spion nazist (1939)
- Fructele mâniei (1940)
- Cetățeanul Kane (1941)
- Mai presus de toate (1942)
- Incidentul din Ox-Bow (1943)
- None But the Lonely Heart (1944)
- The True Glory (1945)
- Henric al V-lea (1946)
- Domnul Verdoux (1947)
- Paisà (1948)
- Hoți de biciclete (1949)
- Bulevardul amurgului (1950)
- Un loc sub soare (1951)
- Omul liniștit (1952)
- Iulius Cezar (1953)
- Pe chei (1954)
- Marty (1955)
- Ocolul Pământului în 80 de zile (1956)
- Podul de pe râul Kwai (1957)
- Bătrânul și marea (1958)
- Povestea unei călugărițe (1959)
- Fii și amanți (1960)
- Question 7 (1961)
- Ziua cea mai lungă (1962)
- Tom Jones (1963)
- Becket (1964)
- The Eleanor Roosevelt Story (1965)
- Un om pentru eternitate (1966)
- Departe de lumea dezlănțuită (1967)
- Sandalele pescarului (1968)
- Și caii se împușcă, nu-i așa? (1969)
- Patton (1970)
- Macbeth (1971)
- Cabaret (1972)
- Cacealmaua (1973)
- Conversația (1974)
- Barry Lyndon / Nashville (1975)
- Toți oamenii președintelui (1976)
- Pas decisiv (1977)
- Zile în paradis (1978)
- Manhattan (1979)
- Oameni obișnuiți (1980)
- Carele de foc / Roșii (1981)
- Gandhi (1982)
- Trădare / Cuvinte de alint (1983)
- Călătorie în India (1984)
- Culoarea purpurie (1985)
- Cameră cu priveliște (1986)
- Imperiul Soarelui (1987)
- Mississippi în flăcări (1988)
- Șoferul doamnei Daisy (1989)
- Cel care dansează cu lupii (1990)
- Tăcerea mieilor (1991)
- Întoarcere la Howards End (1992)
- Lista lui Schindler (1993)
- Forrest Gump / Pulp Fiction (1994)
- Rațiune și simțire (1995)
- Strălucire (1996)
- L.A. Confidential (1997)
- Zei și monștri (1998)
- Frumusețe americană (1999)
- Marchizul de Sade (2000)
- Moulin Rouge! (2001)
- Orele (2002)
- Misterele fluviului (2003)
- În căutarea Tărâmului de Nicăieri (2004)
- Noapte bună și noroc! (2005)
- Scrisori din Iwo Jima (2006)
- Nu există țară pentru bătrâni (2007)
- Vagabondul milionar (2008)
- Sus, în aer (2009)
- Rețeaua de socializare (2010)
- Hugo (2011)
- Misiunea 00.30 (2012)
- Ea (2013)
- A Most Violent Year (2014)
- Mad Max: Drumul furiei (2015)
- Manchester by the Sea (2016)
- Secretele Pentagonului (2017)
- Green Book: O prietenie pe viață (2018)
- The Irishman (2019)
- Da 5 Bloods (2020)
- Licorice Pizza (2021)
- Top Gun: Maverick (2022)
- Killers of the Flower Moon (2023)